# Black Swan Lane
Black Swan Lane es un grupo musical inglés fundado en el año 2007 por Jack Sobel y John Kolbeck, ex-componentes de The Messengers y Mark Burgess, ex-componente de The Chameleons y de The Sun and the Moon.
Junto con otros músicos como Yves Altana, Kwasi Asante y Achim Faerber editan en 2008 su primer álbum titulado A Long Way From Home.
En 2009 se unen al proyecto dos antiguos miembros de Music for Aborigens, Andy Clegg y Andy Whitaker y editan un segundo álbum titulado The Sun and the Moon Sessions.

## Discografía
- 2008 A long way from home
- 2009 The Sun and the Moon sessions